# إيتالو بيريا
إيتالو بيريا (مواليد 10 يونيو 1993) هو ملاكم إكوادوري، مثّل بلاده في الألعاب الأولمبية الصيفية 2012.

## روابط خارجية
إيتالو بيريا على موقع أوليمبيديا (الإنجليزية)